# Piccadilly, South Australia
Piccadilly är en ort i Australien. Den ligger i kommunen Adelaide Hills och delstaten South Australia, omkring 13 kilometer sydost om delstatshuvudstaden Adelaide. Antalet invånare är 509.
Runt Piccadilly är det ganska tätbefolkat, med 56 invånare per kvadratkilometer.. Närmaste större samhälle är Adelaide, omkring 13 kilometer nordväst om Piccadilly. 
I omgivningarna runt Piccadilly växer i huvudsak blandskog. Genomsnittlig årsnederbörd är 729 millimeter. Den regnigaste månaden är juni, med i genomsnitt 133 mm nederbörd, och den torraste är december, med 21 mm nederbörd.